# Secret Agent Clank
Secret Agent Clank er et platform-computerspil fra 2008 udviklet af High Impact Games og udgivet af Sony Computer Entertainment til PlayStation Portable. Det er det andet spin-off i Ratchet & Clank-serien. En port udviklet af Sanzaru Games til PlayStation 2 blev udgivet det følgende år, hvilket gør det til den sidste del af serien, der blev udgivet til denne konsol.

## Plot
Den dyrebare ædelsten kendt som Eye of Infinity er blevet stjålet fra Boltaire Museum, og Ratchet er fejlagtigt blevet anklaget og fængslet, da han befandt sig på gerningsstedet. Skeptisk over for anklagen beslutter Clank at infiltrere museet for at undersøge sagen nærmere. Han finder dog kun koordinater til Asyanica Rooftops. Samtidig i fængslet kæmper Ratchet for sit liv mod fanger, som han tidligere har sendt bag tremmer.
Clank rejser til Asyanica Rooftops, men bliver taget til fange. Han kontakter agenturet Gadgebots for at blive befriet. Efter at være blevet løsladt undersøger han ejeren af Asyanica, Number Woo, som indrømmer at have taget Eye of Infinity, men som hævder at have givet det videre til en anden skurk, grevinde Ivana Lottabolts.
Imens skriver Captain Qwark på en selvbiografi fyldt med opdigtede eventyr, såsom hans kamp mod en mekanisk monster for at redde en by. Clank rejser til Lottabolts' snedækkede domæne, Glaciara, for at spørge hende om ædelstenen, men bliver udfordret til en dødedans. Efter at have undgået alle hendes fælder afslører hun, at ædelstenen er blevet sendt til Rionosis og nu er i hænderne på en Kingpin. Clank undslipper på et snowboard.
Undervejs til Rionosis modtager Clank et nødkald om, at Ratchet er i problemer. Ratchet kæmper for at overleve mod flere fanger i fængslets cafeteria. På Rionosis forsøger Clank at spore Kingpin, men han undslipper, hvilket tvinger Clank til at hoppe fra gondol til gondol for at nå sikkerhed. Clank opdager, at ædelstenen nu befinder sig i et kasino. Samtidig ankommer Qwark til Rionosis for at fortsætte sin selvbiografi og påstår at have besejret "Jack of All Trades." Clank bliver nægtet adgang til kasinoets hovedrum, da han mangler en adgangskode.
I fængslet genforenes Ratchet med Slim Cognito, som tilbyder adgangskoden i bytte for, at Ratchet besejrer hans håndlangere. Ratchet klarer opgaven, og Clank modtager adgangskoden. For at få fingre i ædelstenen bliver han udfordret til et pokerspil, men opdager, at den igen er blevet flyttet – denne gang til Venantonio Labs. Her hjælper en forsker, der er blevet udstødt for sine opfindelser, Clank med at flygte på en speedbåd til Fort Sprocket, den rigtige placering af Eye of Infinity.
I fængslets bruserum støder Ratchet på en blikkenslager, der ved et uheld forårsager en konflikt med en vagt og flere fanger. En ny kamp bryder ud. Samtidig når Clank Fort Sprocket, men bliver fanget og kontakter Gadgebots for hjælp. Han opdager, at Kingpin er taget til Spaceship Graveyard. Her afslører Kingpin sig selv – det er Klunk, Clanks dobbeltgænger skabt af Dr. Nefarious. Klunk forsøger at ødelægge Clank, som dog undslipper på en Giant Clank Pad.
Qwark ankommer til Graveyard og praler af at have reddet nonner fra et børnehjem. Clank lokaliserer Klunks operationsbase på Hydrano, en undervandsbase. Efter at have udforsket basen konfronterer Clank endelig Klunk. Klunk afslører sin plan om at ødelægge alle planeter i universet og lade det se ud som om Clank (forklædt som Klunk) står bag. De to engagerer sig i en kamp, hvor Klunk afslører, at Eye of Infinity er placeret i universets centrum og er afgørende for hans plan, uanset hvem der vinder.
Qwark lykkes med at flytte Eye of Infinity fra fare og redder galaksen. Spillet slutter med Ratchet og Clank tilbage i deres lejlighed i Megapolis, hvor de bruger en støvsuger, der ligner Klunk. Kameraet zoomer ind på støvsugerens filter, hvor Klunks øjne aktiveres, hvilket antyder, at han stadig er i live.

## Udvikling og udgivelse
Secret Agent Clank var under udvikling allerede før udgivelsen af Size Matters. I juli 2007 opstod rygter om spillets eksistens, da David Bergeaud, komponisten bag musikken til Ratchet & Clank-serien, ved et uheld afslørede spillet i sit online-CV. Selve spillet blev dog først bekræftet af Sony under en konference før Tokyo Game Show (TGS) i 2007.
Den 17. september 2024 blev PSP-versionen genudgivet til PlayStation 4 og PlayStation 5. Det er en emuleret version, der tilbyder forbedret grafik, gemmetilstande, tilbagespoling, tilpassede kontroller og trofæer.